# Nowoczesna

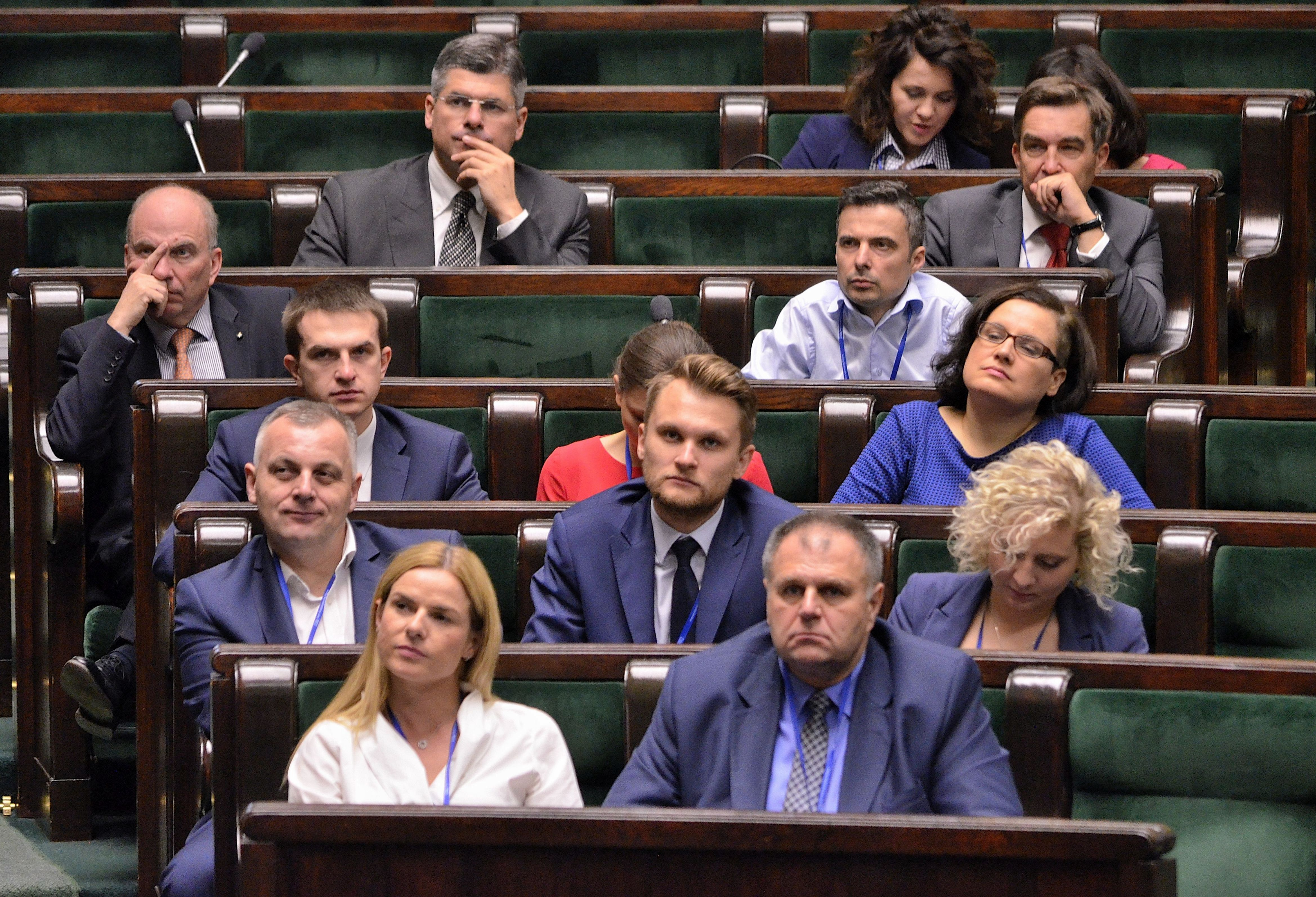
Posłowie Nowoczesnej podczas szkolenia dla nowo wybranych posłów w Sali Posiedzeń Sejmu (3 listopada 2015). Od lewej: 1. rząd: Joanna Schmidt, Adam Cyrański; 2. rząd: Mirosław Pampuch, Krzysztof Truskolaski, Marta Golbik; 3. rząd: Adam Szłapka, Monika Rosa, Ewa Lieder; 4. rząd: Jerzy Meysztowicz, Radosław Lubczyk; 5. rząd: Paweł Pudłowski, Zbigniew Gryglas; 6. rząd: Kornelia Wróblewska

Nowoczesna (zapis stylizowany: .Nowoczesna, .N) – polska partia polityczna o charakterze centrowym i liberalnym, powołana w 2015 przez Ryszarda Petru. Międzynarodowo od czerwca 2016 należy do Partii Porozumienia Liberałów i Demokratów na rzecz Europy (ALDE). Od 2023 współtworzy trzeci rząd Donalda Tuska. Do 25 listopada 2017 pełna nazwa partii brzmiała „Nowoczesna Ryszarda Petru”.

## Historia
Powstanie stowarzyszenia o nazwie NowoczesnaPL ogłosił w kwietniu 2015 Ryszard Petru, ówczesny przewodniczący Towarzystwa Ekonomistów Polskich. 31 maja 2015 w Warszawie na Torwarze odbyła się konwencja założycielska, na której według informacji organizatorów zebrało się około 6 tysięcy osób. Przewodniczący przedstawił wówczas założenia programowe stowarzyszenia, deklarując jednocześnie możliwość wystawienia kandydatów w zbliżających się wyborach parlamentarnych. Przemawiali także m.in. Wadim Tyszkiewicz – prezydent Nowej Soli, Rafał Brzoska – założyciel InPostu, Adam Kądziela – przewodniczący Forum Młodych Polskiej Konfederacji Pracodawców Prywatnych Lewiatan, Karolina Wigura – szefowa działu politycznego „Kultury Liberalnej” czy Joanna Scheuring-Wielgus – radna Torunia i działaczka społeczna.
W związku z kontrowersjami związanymi z nazwą stowarzyszenia (jako podobną do Fundacji Nowoczesna Polska Jarosława Lipszyca), a także trudnością z rejestracją stowarzyszenia w Warszawie, zdecydowano się na zmianę nazwy na „Nowoczesna”. Fundację Nowoczesna RP oraz stowarzyszenie Nowoczesna (2 lipca) zarejestrowano w Rzeszowie. Partię zarejestrowano 25 sierpnia pod pełną nazwą „Nowoczesna Ryszarda Petru”.
Z ugrupowaniem związali się m.in. Wadim Tyszkiewicz (który został wiceprezesem stowarzyszenia), Paweł Rabiej czy Jerzy Meysztowicz. Do Nowoczesnej przystąpili w 85% (według ugrupowania) osoby nie należące wcześniej do partii politycznych, a spośród innych osób głównie byli działacze Unii Wolności, Platformy Obywatelskiej oraz Partii Demokratycznej.
28 sierpnia partia zaprezentowała liderów swoich list wyborczych, którymi zostali m.in. Ryszard Petru, Jerzy Meysztowicz, Joanna Scheuring-Wielgus i Krzysztof Mieszkowski. W jesiennych wyborach parlamentarnych zarejestrowała listy do Sejmu we wszystkich okręgach. W 16 ze 100 okręgów zarejestrowała kandydatów do Senatu. 19 września odbył się kongres programowy ugrupowania. Partia zdobyła 7,6% głosów i wprowadziła do Sejmu 28 posłów. Wszyscy uzyskali mandaty poselskie po raz pierwszy. W Senacie Nowoczesna nie uzyskała mandatów.
Wicemarszałkiem Sejmu z ramienia Nowoczesnej została Barbara Dolniak. W grudniu 2015 do klubu poselskiego Nowoczesnej dołączył Paweł Kobyliński, dotychczasowy poseł klubu Kukiz’15. 23 marca 2016 wiceprzewodniczącymi partii zostali Katarzyna Lubnauer, Jerzy Meysztowicz i Joanna Schmidt. W następnym miesiącu powstał klub Nowoczesnej w radzie Wrocławia (utworzony przez byłych radnych PO), który znalazł się w koalicji współrządzącej miastem (wraz z radnymi związanymi z Rafałem Dutkiewiczem i PO – która po kilku miesiącach opuściła koalicję). W następnym miesiącu Nowoczesna przystąpiła do koalicji Wolność Równość Demokracja, powołanej pod patronatem Komitetu Obrony Demokracji (będąc w niej najsilniejszym podmiotem politycznym). W tym samym roku (w czerwcu i w listopadzie) do klubu poselskiego Nowoczesnej przeszli dwaj posłowie PO.
22 września 2016 Sąd Najwyższy oddalił skargę partii i podtrzymał decyzję Państwowej Komisji Wyborczej o odrzuceniu sprawozdania finansowego z wyborów w 2015 w wyniku niezgodnego z prawem przelania 2 mln złotych z konta partii na konto komitetu wyborczego. Nowoczesna straciła na rzecz Skarbu Państwa zakwestionowaną przez PKW kwotę, a także 75% (4,65 mln zł) rocznej subwencji na działalność partii politycznych i 75% dotacji podmiotowej, którą miała otrzymać w związku ze zdobytymi mandatami poselskimi. Odpowiedzialny za błędny przelew Michał Pihowicz zrezygnował z funkcji skarbnika partii.
W kwietniu 2017 Nowoczesną opuściło czworo posłów, którzy przeszli do klubu parlamentarnego PO. W tym samym miesiącu Ryszard Petru ustąpił z funkcji przewodniczącego klubu poselskiego, a zastąpiła go Katarzyna Lubnauer. W październiku tego samego roku z Nowoczesnej odszedł konserwatywny poseł Zbigniew Gryglas, ze względu na różnice m.in. w kwestiach światopoglądowych (w listopadzie współtworzył on partię Porozumienie, zostając jej wiceprezesem).
25 listopada 2017 odbyła się konwencja wyborcza partii, na której ponad 300 delegatów dokonało wyboru nowych władz ugrupowania partii, sądu koleżeńskiego oraz komisji rewizyjnej. Zmieniono także pełną nazwę partii z „Nowoczesna Ryszarda Petru” na „Nowoczesna”. Nową przewodniczącą partii została Katarzyna Lubnauer, która wygrała w głosowaniu z dotychczasowym szefem Ryszardem Petru 149:140 (wcześniej poparcia udzielili jej Kamila Gasiuk-Pihowicz, Paweł Pudłowski i Piotr Misiło, którzy początkowo także zgłosili zamiar kandydowania).
16 grudnia 2017 partia wybrała nowy, poszerzony zarząd, a także powołała radę polityczną, na czele której stanął Paweł Rabiej. 3 stycznia 2018 na wiceprzewodniczących partii wybrani zostali Kamila Gasiuk-Pihowicz, Tadeusz Grabarek, Jerzy Meysztowicz (ponownie) i Witold Zembaczyński, zaś sześć dni później Kamila Gasiuk-Pihowicz zastąpiła Katarzynę Lubnauer na stanowisku przewodniczącego klubu poselskiego Nowoczesnej.
11 stycznia troje posłów – Krzysztof Mieszkowski, Joanna Scheuring-Wielgus i Joanna Schmidt – zawiesiło członkostwo w klubie, w proteście wobec opuszczenia przez 10 posłów Nowoczesnej głosowania nad skierowaniem do prac w komisji obywatelskiego projektu dotyczącego zmian w prawie dotyczącym aborcji (odwiesili je 1 lutego). Jeden z tych posłów – Adam Cyrański – tego samego dnia wystąpił z partii. 24 lutego tego samego roku z partii odszedł kierujący dotychczas jej młodzieżówką Adam Kądziela.
7 marca 2018 Nowoczesna podpisała porozumienie o wspólnym starcie do sejmików województw w wyborach samorządowych w tym samym roku z Platformą Obywatelską (wcześniej obie partie przedstawiły wspólny manifest). Przyjęło ono potem nazwę „Platforma.Nowoczesna Koalicja Obywatelska”.
9 maja tego samego roku Joanna Scheuring-Wielgus i Joanna Schmidt wystąpiły z partii. Dwa dni później Nowoczesną opuścił jej założyciel Ryszard Petru. Cała trójka założyła następnie koło poselskie Liberalno-Społeczni oraz przystąpiła do tworzenia partii, która powstała w listopadzie i przyjęła nazwę Teraz! (rozwiązała się jeszcze przed końcem kadencji parlamentu, w 2019).
W przeprowadzonych 21 października wyborach samorządowych Nowoczesna startowała wspólnie z PO w ramach Koalicji Obywatelskiej na terenie całego kraju, nie powołując własnego komitetu; jej kandydaci startowali ponadto pod szyldami lokalnych komitetów. Czworo członków Nowoczesnej kandydowało na prezydentów miast – w Siedlcach, Lubinie, Zamościu i Nowej Soli (w której Wadim Tyszkiewicz w I turze uzyskał reelekcję). Działacze Nowoczesnej wygrali wybory na burmistrzów Twardogóry i Białogardu (burmistrz Emilia Bury wkrótce dołączyła jednak do Platformy Obywatelskiej). Przedstawiciele partii zdobyli ponad 200 mandatów radnych, w tym w ramach KO około 30 w 14 sejmikach (do końca kadencji w 2024 w partii pozostało kilkunastu z nich). W 8 województwach Nowoczesna weszła w skład koalicji rządzącej – przy czym jedynie w pomorskim jej przedstawicielka Agnieszka Kapała-Sokalska weszła w skład zarządu województwa. Szef rady politycznej partii Paweł Rabiej został powołany na zastępcę prezydenta m.st. Warszawy (odwołany został w 2020).
W listopadzie 2018 na skutek niezadowolenia z koalicji z PO odeszli z partii niemal wszyscy członkowie w województwie podkarpackim (dotychczasowa szefowa tamtejszych struktur wraz z ich częścią przystąpiła do Teraz!, podobnie jak grupa działaczy w województwie zachodniopomorskim, którzy także opuścili Nowoczesną). 30 listopada usunięty z partii i jej klubu poselskiego został Piotr Misiło.
5 grudnia tego samego roku, po braku zgody klubu poselskiego Nowoczesnej na powołanie wspólnego klubu parlamentarnego z PO, 6 posłów Nowoczesnej (przewodnicząca klubu Kamila Gasiuk-Pihowicz, a także Elżbieta Stępień, Kornelia Wróblewska oraz trzej posłowie, którzy dołączyli do ugrupowania w trakcie kadencji) wraz z Piotrem Misiłą dołączyło do klubu PO, który przyjął nazwę „Platforma Obywatelska – Koalicja Obywatelska”. Posłowie, którzy opuścili klub Nowoczesnej, przestali być członkami partii (nie należał do niej Marek Sowa). Dzień później formalnie do klubu PO-KO przeszedł także Krzysztof Truskolaski, w związku z czym Nowoczesna utraciła klub i powołała 14-osobowe koło poselskie, na czele którego początkowo stanęła przewodnicząca partii Katarzyna Lubnauer, jednak następnego dnia na jego przewodniczącego wybrano Pawła Pudłowskiego. 13 grudnia partia powołała jednak ponownie klub poselski (pod przewodnictwem Pawła Pudłowskiego), którego nowym członkiem został (w wyniku porozumienia trzech partii) Jacek Protasiewicz – I wiceprzewodniczący Unii Europejskich Demokratów, współtworzącej klub PSL-UED.
8 grudnia 2018 Nowoczesna powołała radę samorządową, na czele której stanął prezydent Wrocławia, bezpartyjny Jacek Sutryk (wybrany jako kandydat KO z rekomendacji Nowoczesnej).

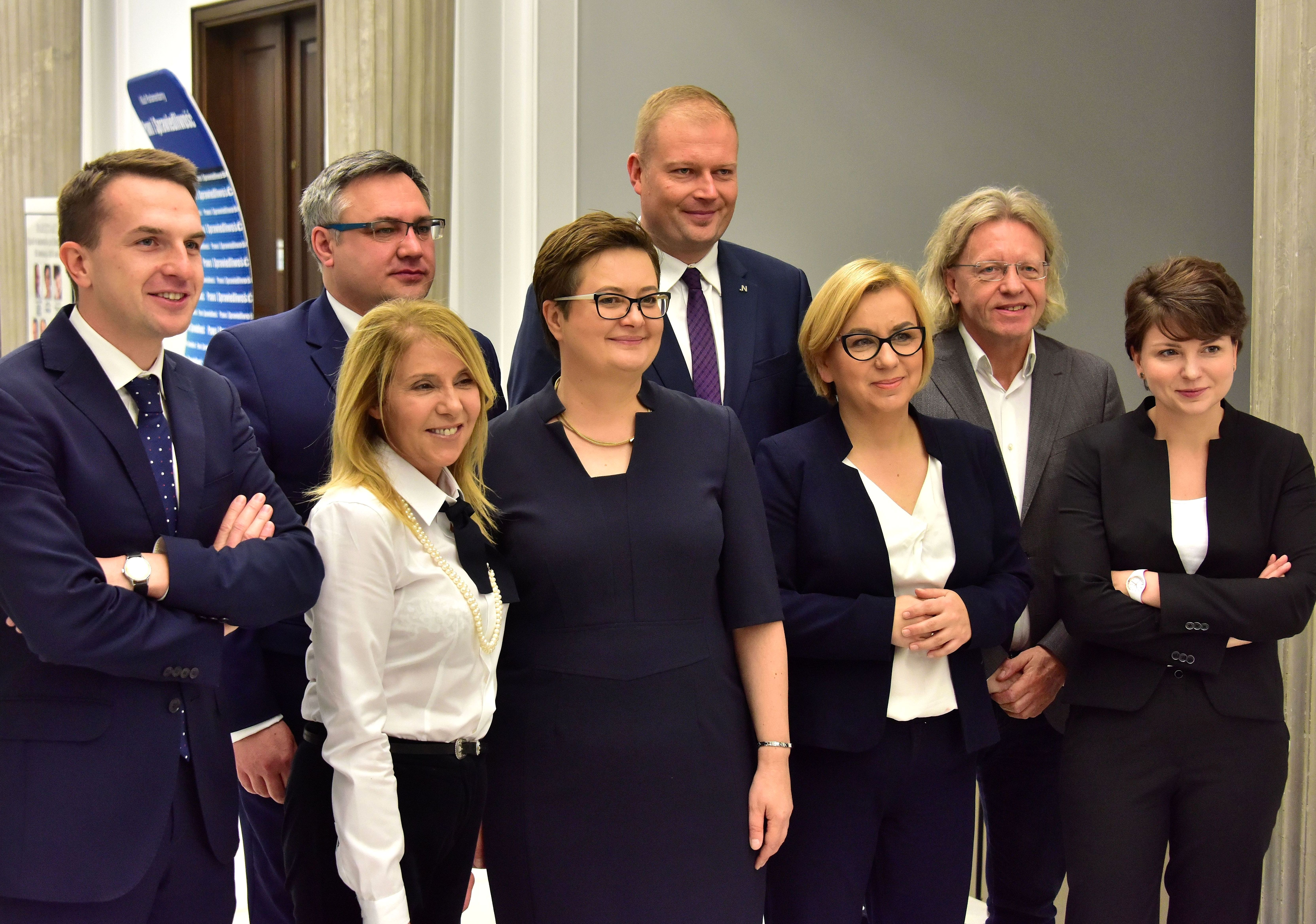
Posłowie Nowoczesnej na początku Sejmu IX kadencji. Stoją od lewej: Adam Szłapka, Barbara Dolniak, Mirosław Suchoń, Katarzyna Lubnauer, Witold Zembaczyński, Paulina Hennig-Kloska, Krzysztof Mieszkowski i Monika Rosa

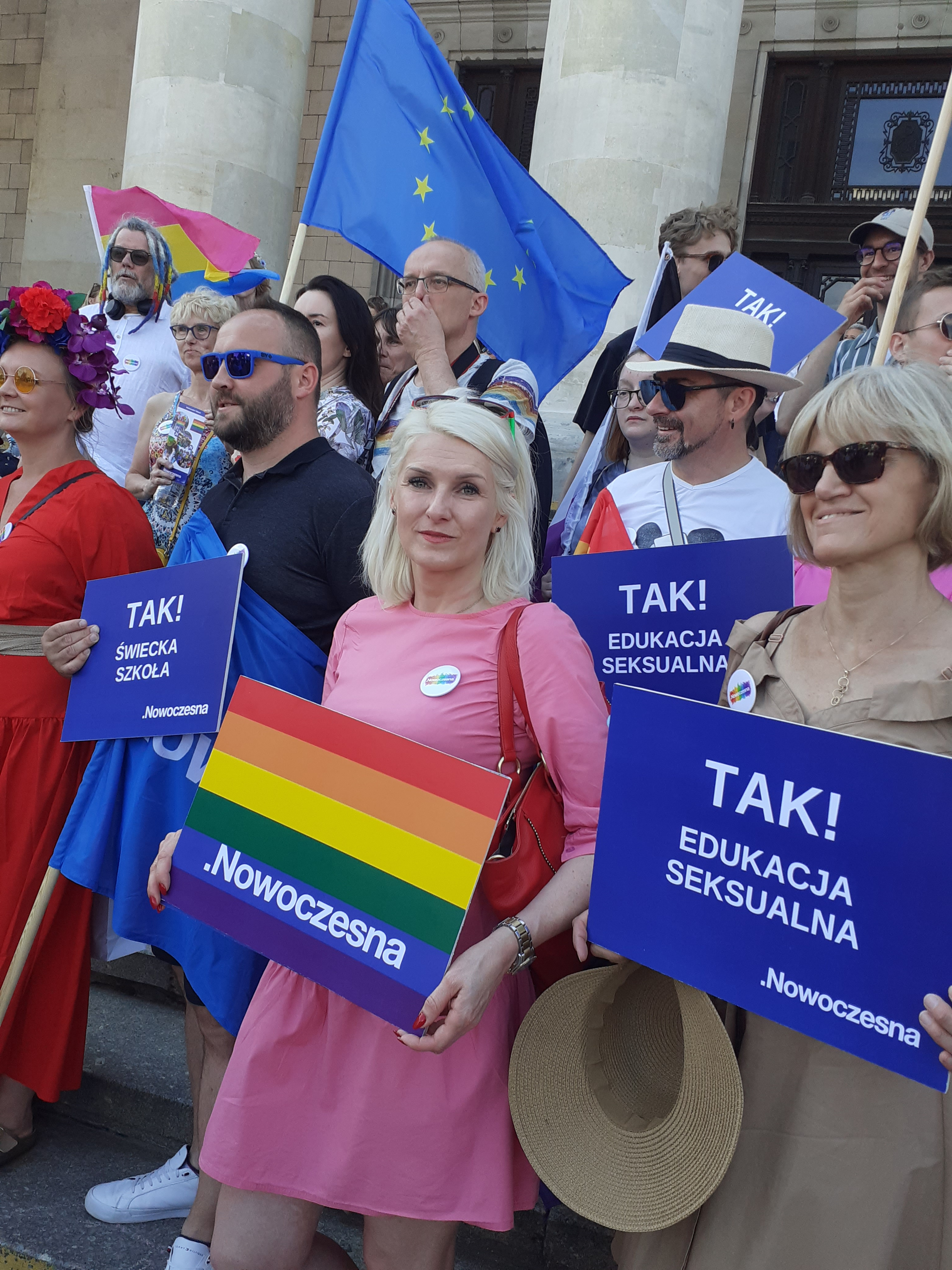
Postulaty Nowoczesnej na Paradzie Równości w 2022

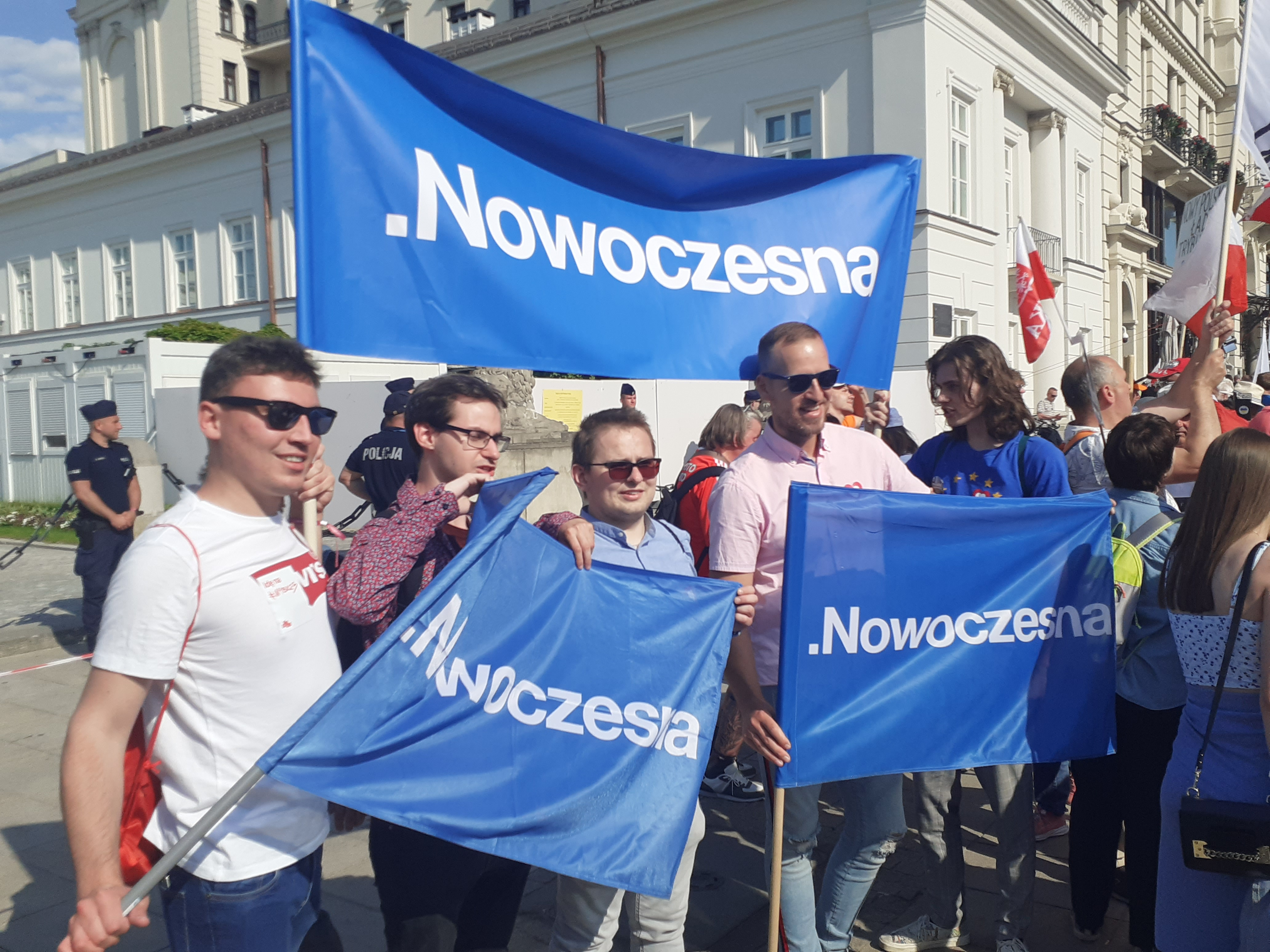
Transparenty z logiem Nowoczesnej (2023)

Na wybory do Parlamentu Europejskiego w 2019 Nowoczesna współtworzyła Koalicję Europejską wraz z PO, Polskim Stronnictwem Ludowym, Sojuszem Lewicy Demokratycznej i Partią Zieloni. Obsadziła najmniej spośród członków KE miejsc na listach, wystawiając 8 kandydatów (wśród nich znaleźli się m.in. posłowie Paweł Pudłowski, Krzysztof Mieszkowski i Ewa Lieder). W wyborach, które odbyły się 26 maja, członkowie Nowoczesnej zdobyli łącznie 52 951 głosów (0,39% w skali kraju, 1,01% w ramach KE). Największe poparcie – 19 838 wyborców – zdobył startujący w okręgu dolnośląsko-opolskim Krzysztof Mieszkowski. Żaden z kandydatów partii nie zdobył mandatu w Parlamencie Europejskim.
8 czerwca 2019 podczas wspólnego posiedzenia rad krajowych Platformy Obywatelskiej i Nowoczesnej zadeklarowano chęć powołania wspólnego klubu parlamentarnego tych partii oraz wspólnego startu w wyborach parlamentarnych w 2019. Pięć dni później posłowie Nowoczesnej (z wyjątkiem Radosława Lubczyka i Marka Rucińskiego, którzy zostali posłami niezrzeszonymi, a także Jacka Protasiewicza z UED, który dzień wcześniej powrócił do klubu PSL-UED) przystąpili do klubu PO-KO. 4 lipca 2019 Radosław Lubczyk przystąpił do klubu PSL-Koalicja Polska.
18 lipca 2019 przewodniczący PO Grzegorz Schetyna poinformował, że mająca startować w wyborach parlamentarnych w tym samym roku Koalicja Obywatelska – oprócz PO, Nowoczesnej i Inicjatywy Polska (która w czasie wyborów samorządowych startowała w ramach KO jako stowarzyszenie) – nie będzie opierać się na środowiskach partyjnych (nie zdecydowano się na sojusz z SLD ani Wiosną, po tym jak udziału w szerokiej koalicji odmówiło PSL, ogłaszając start pod własnym szyldem w ramach Koalicji Polskiej). Zaproszono natomiast do współpracy samorządowców i organizacje pozarządowe, którym zaproponowano 20% miejsc na listach. Do koalicji przystąpiła także Partia Zieloni. Jedynym liderem okręgowej listy KO był Witold Zembaczyński na Opolszczyźnie. W wyborach KO zajęła 2. miejsce, uzyskując w wyborach do Sejmu 27,4% głosów. Kandydaci Nowoczesnej na listach KO uzyskali 310 385 głosów (1,68% w skali kraju). Spośród 134 uzyskanych przez KO mandatów poselskich, przedstawiciele Nowoczesnej uzyskali 8 (zdobyli je Barbara Dolniak, Paulina Hennig-Kloska, Katarzyna Lubnauer, Krzysztof Mieszkowski, Monika Rosa, Mirosław Suchoń, Adam Szłapka i Witold Zembaczyński). Radosław Lubczyk uzyskał reelekcję z listy PSL, jednak twierdząc, że start z tej listy wykluczał go z Nowoczesnej. W Senacie mandat z ramienia KO uzyskał związany z Nowoczesną Beniamin Godyla (który nie należał do partii, a w 2021 przystąpił do PO). Z własnego komitetu mandat zdobył Wadim Tyszkiewicz, który jednak zaniechał działalności w Nowoczesnej (nadal z nią współpracując). W 2021 posłowie Paulina Hennig-Kloska i Mirosław Suchoń opuścili Nowoczesną i klub KO, przechodząc do Polski 2050.
24 listopada 2019 podczas konwencji Nowoczesnej Katarzyna Lubnauer złożyła rezygnację z funkcji przewodniczącej partii. Nowym przewodniczącym został Adam Szłapka, który pokonał Krzysztofa Mieszkowskiego stosunkiem głosów 66:41.
11 stycznia 2020 Nowoczesna podczas Rady Krajowej udzieliła poparcia dla kandydatki PO Małgorzaty Kidawy-Błońskiej w wyborach prezydenckich, w których nie doszło do głosowania. 2 czerwca 2020 RK Nowoczesnej udzieliła poparcia w powtórzonych wyborach kolejnemu kandydatowi PO, Rafałowi Trzaskowskiemu (przegrał on w II turze z urzędującym prezydentem Andrzejem Dudą).
27 stycznia 2022 do partii powrócił jako ekspert do spraw gospodarczych założyciel i jej pierwszy lider Ryszard Petru, jednak 2 września 2023 ponownie odszedł z Nowoczesnej, wiążąc się z Polską 2050.
Na konwencji partii 2 kwietnia 2022 Adam Szłapka ponownie został wybrany na przewodniczącego partii, pokonując Krzysztofa Mieszkowskiego stosunkiem głosów 174:24. Podczas konwencji przemawiali przewodniczący pozostałych partii współtworzących Koalicję Obywatelską: Donald Tusk (PO), Barbara Nowacka (iPL) i Urszula Zielińska (Zieloni). Skład zarządu krajowego Nowoczesnej wybrano podczas posiedzenia rady krajowej 4 czerwca tego samego roku.
W wyborach parlamentarnych w 2023 Nowoczesna ponownie współtworzyła KO wraz z PO, iPL i Zielonymi. Jedynym liderem listy był szef partii Adam Szłapka w okręgu poznańskim. KO zajęła 2. miejsce z wynikiem 30,7% głosów. Nowoczesna utrzymała sześcioosobowy stan posiadania w Sejmie – reelekcję uzyskali wszyscy posłowie z wyjątkiem Krzysztofa Mieszkowskiego, który przegrał mandat z inną działaczką partii Jolantą Niezgodzką. Członkowie Nowoczesnej otrzymali łącznie 375 776 głosów (1,74% w skali kraju). W powołanym w grudniu tego samego roku rządzie premiera Donalda Tuska Adam Szłapka został ministrem ds. Unii Europejskiej, a Katarzyna Lubnauer wiceministrem edukacji.
W wyborach samorządowych w 2024 kandydaci Nowoczesnej zdobyli m.in. kilka mandatów w sejmikach województw z ramienia KO. W wyborach do Parlamentu Europejskiego w tym samym roku w ramach KO startowały bez powodzenia dwie kandydatki Nowoczesnej (otrzymały łącznie 7813 głosów). W wyniku wyboru do PE czworga posłów na Sejm z list KO mandaty poselskie otrzymali po nich działacze Nowoczesnej: Aleksandra Kot, Katarzyna Królak, Jerzy Meysztowicz i Krzysztof Mieszkowski. Katarzyna Królak przeszła jednak po niedługim czasie do PO. W wyborach prezydenckich w 2025 kandydatem KO, w tym Nowoczesnej (wyłonionym w prawyborach przez członków partii tworzących KO) był Rafał Trzaskowski z PO (który przegrał w II turze z Karolem Nawrockim).
Adam Szłapka 1 lipca 2025 został rzecznikiem prasowym rządu, natomiast 23 dni później został odwołany z funkcji ministra ds. Unii Europejskiej (w związku z czym Nowoczesna utraciła reprezentację w składzie Rady Ministrów).

## Program
W lipcu 2015 został ogłoszony, formalnie przez fundację Nowoczesna RP, program „Nowa Polska – teraz! Nowoczesność, wolność, rozwój, zaangażowanie, odpowiedzialność”, a następnie jeszcze w tym samym roku ogłoszono program gospodarczy. 
13 listopada 2015 Ryszard Petru ogłosił główne zasady programowe ugrupowania, określone przez media mianem Dekalog Nowoczesnej:

Nowoczesna rozpoczyna pierwszą kadencję w Sejmie. W swoich działaniach i pracach parlamentarnych będziemy:
1. Zawsze kierować się interesem obywateli.
2. Konsekwentnie proponować wizję nowoczesnego państwa i gospodarki.
3. Popierać obniżanie podatków i zwiększenie wolności gospodarczej.
4. Opowiadać się za wzmocnieniem pozycji Polski w Europie, a nie osłabianiem jej.
5. Wspierać rozwiązania zwiększające sprawność i jakość państwa.
6. Zwalczać przywileje władzy i grup społecznych.
7. Chronić neutralność światopoglądową państwa.
8. Racjonalnie, a nie ideologicznie podchodzić do problemów.
9. Poszukiwać rozwiązań, a nie wchodzić w spory.
10. Odważnie proponować rozwiązania, które mają sens i przynoszą skutek.

Główne założenia programowe Nowoczesnej:
- budowa nowoczesnego społeczeństwa opartego na innowacyjnej przedsiębiorczości;
- wolność gospodarcza;
- budowa społeczeństwa obywatelskiego;
- promowanie wykształcenia, aktywności, uczestnictwa obywateli w rządzeniu państwem;
- obniżenie kosztów pracy;
- ograniczenie udziału państwa w gospodarce i dofinansowywania nierentownych branż;
- likwidacja przywilejów grup zawodowych (jak np. górnicy i rolnicy);
- transfer polskich odkryć naukowych do gospodarki;
- reforma systemu opieki zdrowotnej, równy dostęp dla wszystkich, niezależnie od dochodów, miejsca zamieszkania i stanu zdrowia;
- walka z biurokracją krępującą rozwój przedsiębiorczości, uproszczenie procedur;
- przejrzyste i jednoznaczne przepisy;
- pozbawienie partii politycznych finansowania z budżetu państwa;
- ograniczenie do dwóch kadencji w parlamencie;
- możliwość głosowania w wyborach przez Internet;
- podatek liniowy: 3x16% (VAT, CIT i PIT);
- wprowadzenie waluty euro;
- przekształcenie programu „Rodzina 500 plus” w program „Aktywna Rodzina”;
- przyjęcie uchodźców;
- wprowadzenie rejestrowanych związków partnerskich;
- finansowanie z budżetu państwa metody zabiegów zapłodnienia in vitro;
- zniesienie finansowania lekcji religii w szkołach publicznych z budżetu państwa.

Przed wyborami do Parlamentu Europejskiego w 2019 Rada Krajowa Nowoczesnej przyjęła uchwałę „W sprawie programu <Nowoczesna Europa>”.
W 2022 partia opublikowała nowy program „Wolność i dobrobyt. Program gospodarczy i społeczny Nowoczesnej” wraz z jej skróconą wersją przedstawioną jako „11 najważniejszych punktów programowych Nowoczesnej. Polska europejska i liberalna”.  
Niektórzy politycy Nowoczesnej wspierają równość małżeństw.

## Działacze

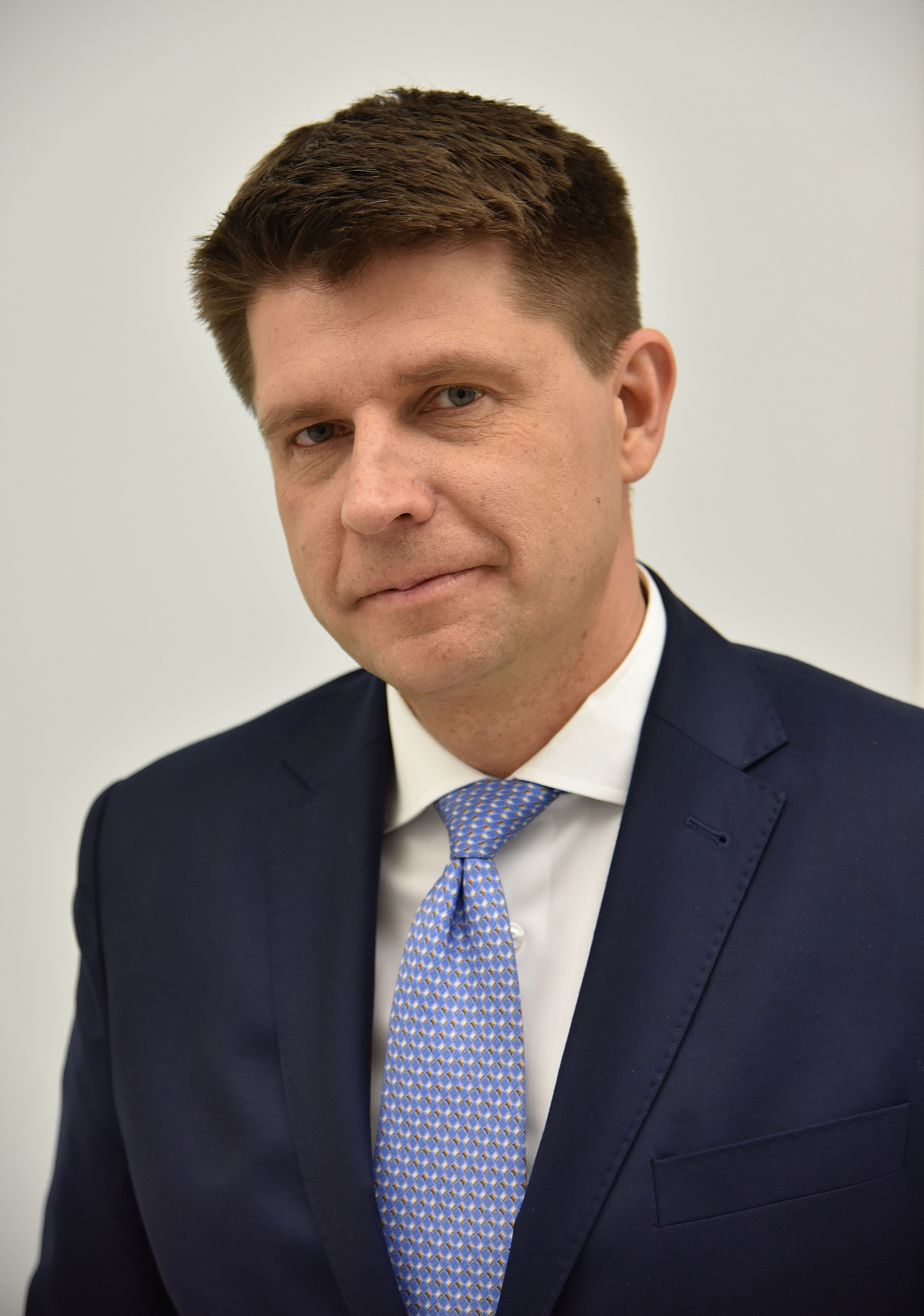
Ryszard Petru – założyciel i przewodniczący Nowoczesnej w latach 2015–2017

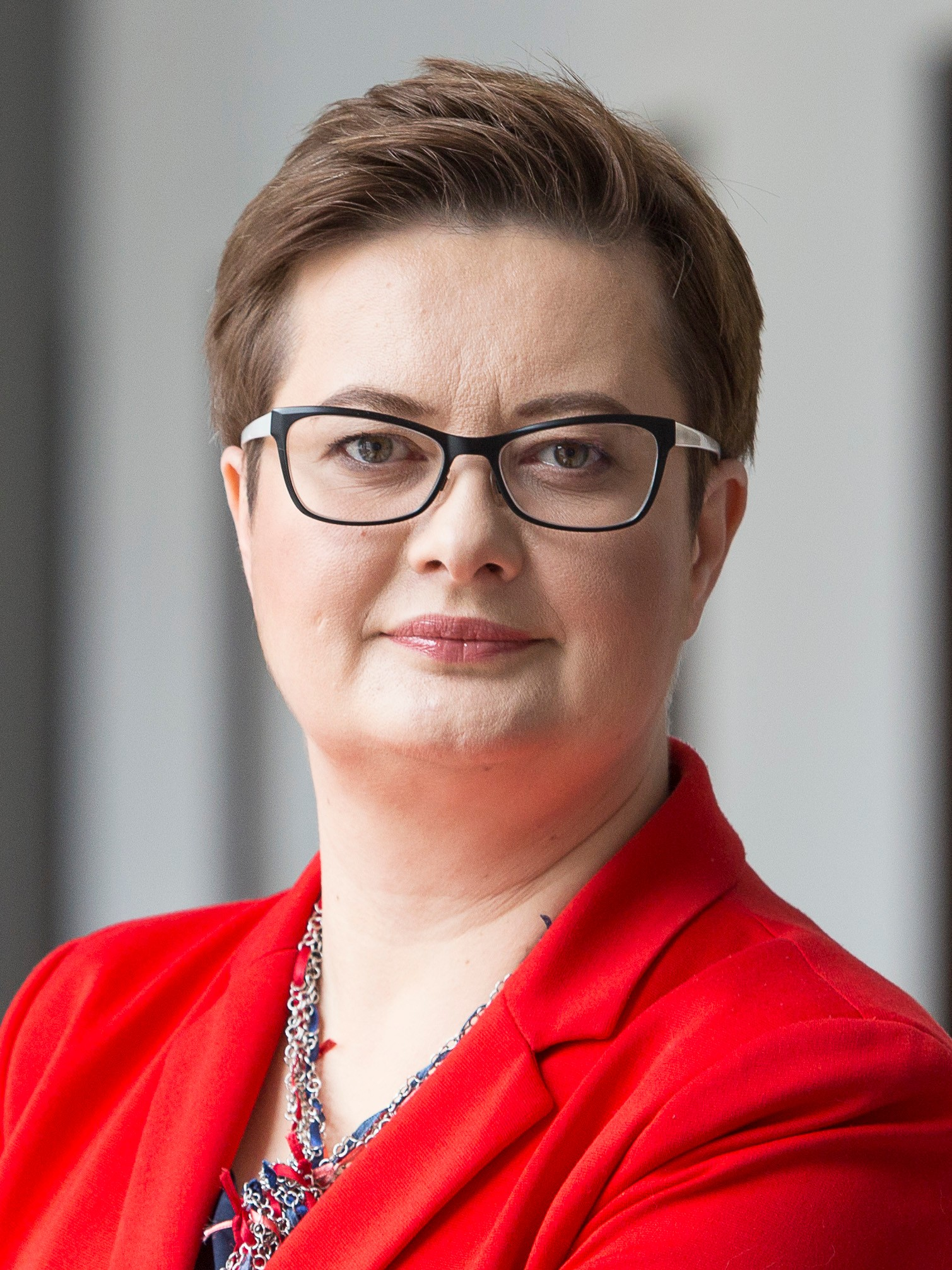
Katarzyna Lubnauer – przewodnicząca Nowoczesnej w latach 2017–2019

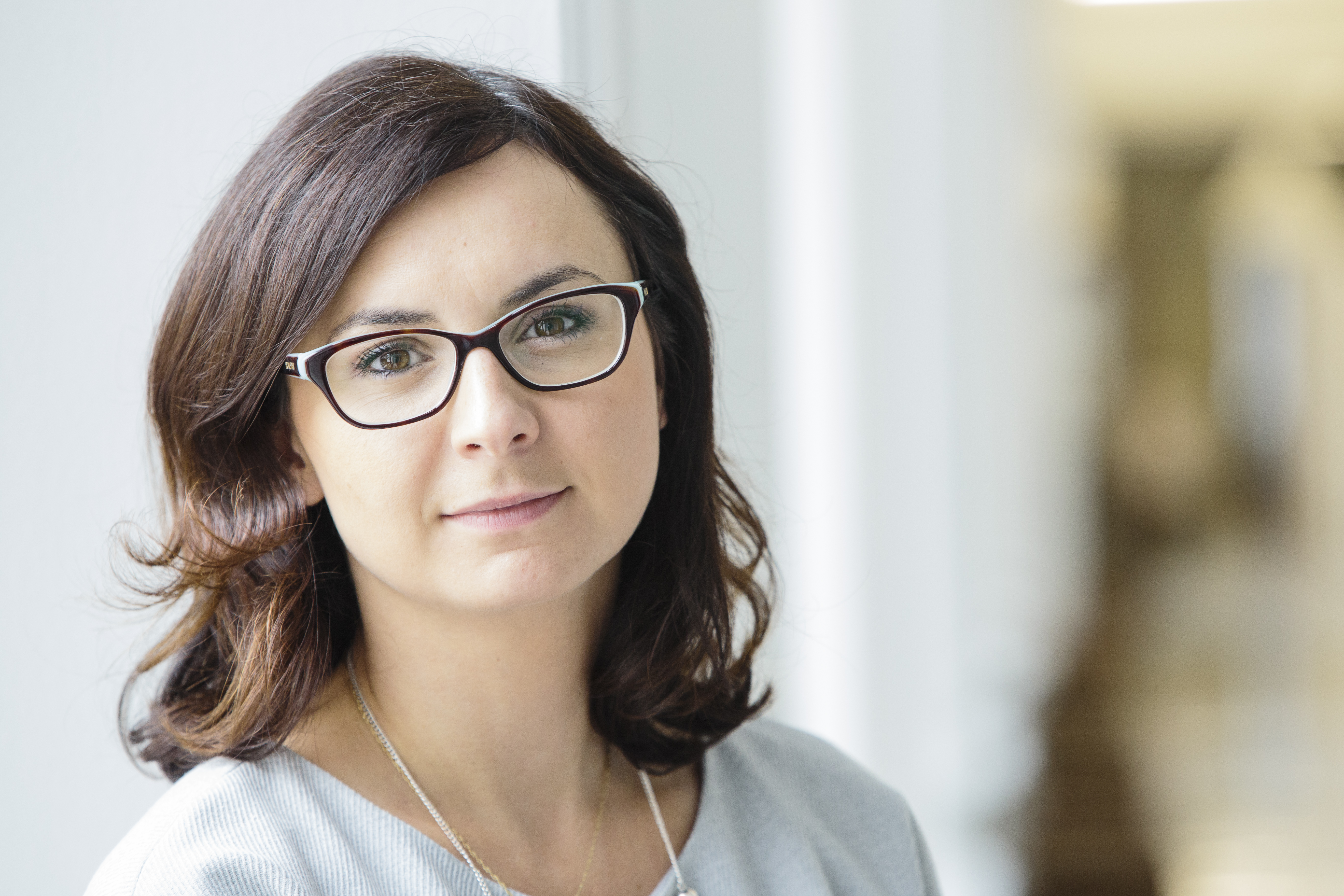
Kamila Gasiuk-Pihowicz – szefowa klubu Nowoczesnej w 2018

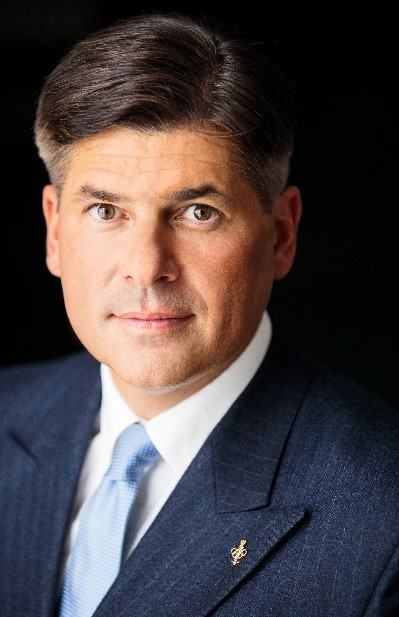
Paweł Pudłowski – szef klubu Nowoczesnej w latach 2018–2019

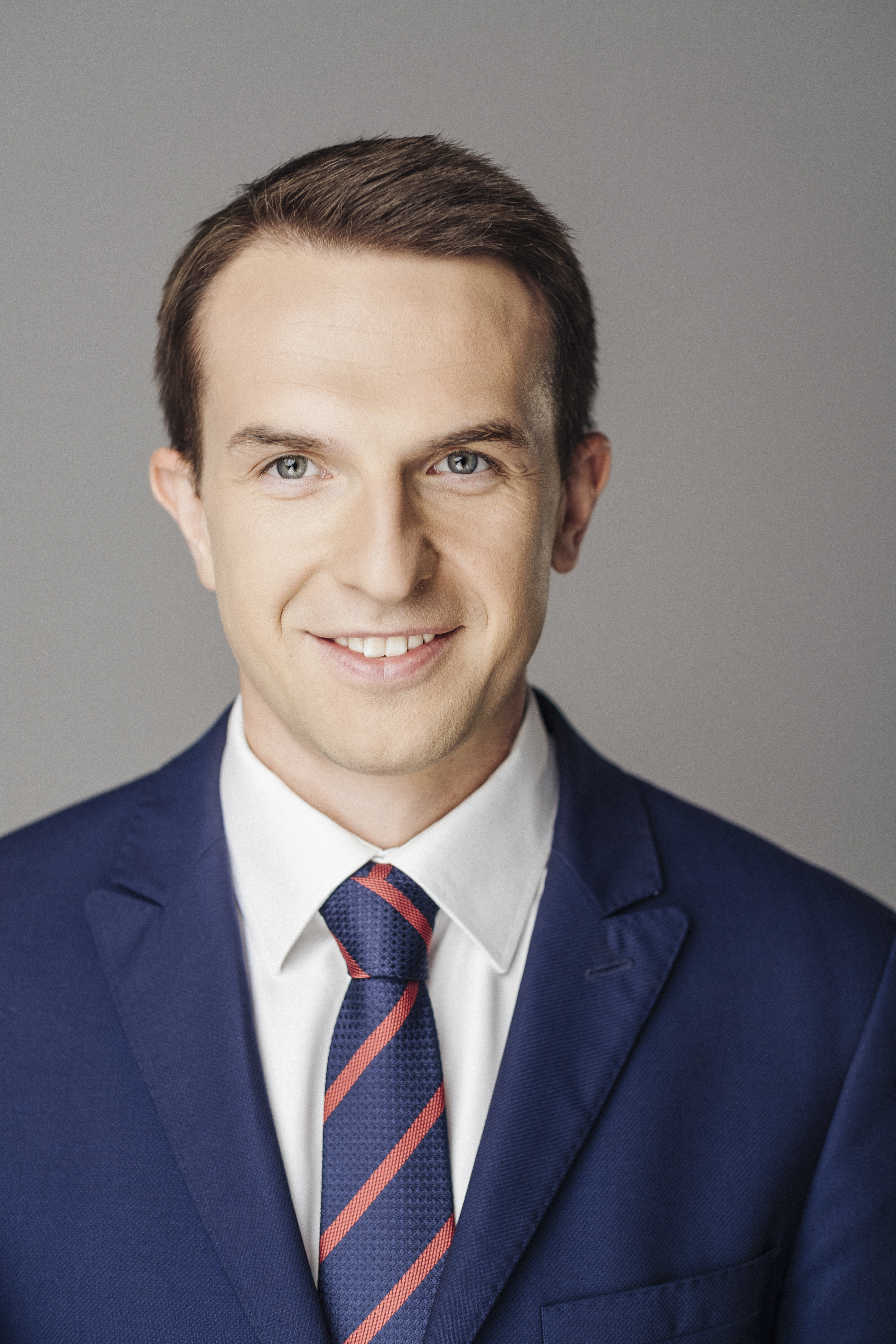
Adam Szłapka – przewodniczący Nowoczesnej od 2019

### Zarząd
Przewodniczący:
- Adam Szłapka

Wiceprzewodniczący:
- Katarzyna Lubnauer
- Andrzej Prendke
- Monika Rosa
- Witold Zembaczyński

Sekretarz generalny:
- Sławomir Potapowicz

Skarbnik:
- Mirosław Pampuch

Pozostali członkowie:
- Alina Bednarz
- Barbara Dolniak
- Tadeusz Grabarek
- Krzysztof Mieszkowski
- Jolanta Niezgodzka
- Paweł Rabiej

### Posłowie na SejmX kadencji(w klubieKO)
| Aktualni | Aktualni |
| --- | --- |
| | |
| - Barbara Dolniak - Aleksandra Kot - Katarzyna Lubnauer – sekretarz stanu w Ministerstwie Edukacji Narodowej - Krzysztof Mieszkowski - Jerzy Meysztowicz | - Jolanta Niezgodzka - Monika Rosa - Adam Szłapka – minister do spraw Unii Europejskiej - Witold Zembaczyński |
| Byli | |
| - Katarzyna Królak | |

### Posłowie na SejmIX kadencji(w klubieKO)
| Pod koniec kadencji                    | Pod koniec kadencji                   | Pod koniec kadencji                  |
| -------------------------------------- | ------------------------------------- | ------------------------------------ |
|                                        |                                       |                                      |
| - Barbara Dolniak - Katarzyna Lubnauer | - Krzysztof Mieszkowski - Monika Rosa | - Adam Szłapka - Witold Zembaczyński |
| Wcześniejsi                            |                                       |                                      |
| - Paulina Hennig-Kloska                | - Mirosław Suchoń                     |                                      |

### Posłowie na SejmVIII kadencji
| Pod koniec kadencji                                                                                             | Pod koniec kadencji                                                                 | Pod koniec kadencji                                                                 | Pod koniec kadencji                                                                 |
| --- | ----------------------------------------------------------------------------------- | ----------------------------------------------------------------------------------- | ----------------------------------------------------------------------------------- |
| |                                                                                     |                                                                                     |                                                                                     |
| - Barbara Dolniak – wicemarszałek Sejmu - Paulina Hennig-Kloska - Ewa Lieder - Radosław Lubczyk                 | - Katarzyna Lubnauer - Jerzy Meysztowicz - Krzysztof Mieszkowski - Mirosław Pampuch | - Paweł Pudłowski - Monika Rosa - Marek Ruciński                                    | - Mirosław Suchoń - Adam Szłapka - Witold Zembaczyński                              |
| Wcześniejsi |                                                                                     |                                                                                     |                                                                                     |
| - Joanna Augustynowska - Adam Cyrański - Grzegorz Furgo - Kamila Gasiuk-Pihowicz – szefowa klubu - Marta Golbik | - Zbigniew Gryglas - Michał Jaros - Paweł Kobyliński - Piotr Misiło - Ryszard Petru | - Jacek Protasiewicz (UED) - Joanna Scheuring-Wielgus - Joanna Schmidt - Marek Sowa | - Michał Stasiński - Elżbieta Stępień - Krzysztof Truskolaski - Kornelia Wróblewska |

### Przewodniczący Nowoczesnej
- od 31 maja 2015 do 25 listopada 2017 – Ryszard Petru
- od 25 listopada 2017 do 24 listopada 2019 – Katarzyna Lubnauer
- od 24 listopada 2019 – Adam Szłapka

### Przewodniczący klubu i koła poselskiego Nowoczesnej
Klub
- od 12 listopada 2015 do 26 kwietnia 2017 – Ryszard Petru
- od 26 kwietnia 2017 do 9 stycznia 2018 – Katarzyna Lubnauer
- od 9 stycznia 2018 do 5 grudnia 2018 – Kamila Gasiuk-Pihowicz
- od 13 grudnia 2018 do 12 czerwca 2019 – Paweł Pudłowski

Koło
- od 6 grudnia 2018 do 7 grudnia 2018 – Katarzyna Lubnauer
- od 7 grudnia 2018 do 13 grudnia 2018 – Paweł Pudłowski

## Wybory parlamentarne
| Wybory | Sejm                           | Sejm                           | Sejm                           | Sejm    | Sejm    | Senat   | Senat   | Rząd     |
| Wybory | Głosy                          | Głosy                          | Głosy                          | Mandaty | Mandaty | Mandaty | Mandaty | Rząd     |
| Wybory | Liczba                         | %                              | +/–                            | Liczba  | +/–     | Liczba  | +/–     | Rząd     |
| ------ | ------------------------------ | ------------------------------ | ------------------------------ | ------- | ------- | ------- | ------- | -------- |
| 2015   | 1 155 370                      | 7,60 (4.)                      | –                              | 28/460  | –       | 0/100   | –       | Opozycja |
| 2019   | koalicja z PO, iPL i Zielonymi | koalicja z PO, iPL i Zielonymi | koalicja z PO, iPL i Zielonymi | 8/460   | 20      | 1/100   | 1       | Opozycja |
| 2023   | koalicja z PO, iPL i Zielonymi | koalicja z PO, iPL i Zielonymi | koalicja z PO, iPL i Zielonymi | 6/460   | 2       | 0/100   | 1       | Koalicja |

## Liczba członków
| Rok               | Liczba członków |
| ----------------- | --------------- |
| grudzień 2015     | 250             |
| styczeń 2016      | 1,2 tys.        |
| styczeń 2016      | ponad 2 tys.    |
| marzec 2016       | 3 tys.          |
| maj 2016          | 3,5 tys.        |
| wrzesień 2016     | 4 tys.          |
| październik 2016  | 4,2 tys.        |
| styczeń 2017      | ponad 5 tys.    |
| wrzesień 2017     | 6 tys.          |
| czerwiec 2018     | 4160            |
| grudzień 2021     | 1,2 tys.        |
| 25 listopada 2022 | 1246            |